# Saint-Pierre-Saint-Jean
Saint-Pierre-Saint-Jean é uma comuna francesa na região administrativa de Auvérnia-Ródano-Alpes, no departamento de Ardèche. Estende-se por uma área de 23,62 km². Em 2010 a comuna tinha 161 habitantes (densidade: 6,8 hab./km²).